# スタジオドラゴン
STUDIO Dragon（スタジオドラゴン株式会社、朝: 스튜디오드래곤주식회사）は、韓国のドラマ制作会社である。CJ ENMのドラマ事業部門として設立され、同じCJ ENMを母体とするtvNのテレビドラマを多く制作している。
『トッケビ〜君がくれた愛しい日々〜』、『ミスター・サンシャイン』、『愛の不時着』など韓国の人気ドラマを手掛けてきた。
キャッチコピーは「Universal Emotions, Original Stories (普遍的な感情、オリジナル ストーリー)」である。

## 沿革
- 2016年5月にCJグループの子会社であるCJ ENMのドラマ事業部門として設立される[3]。
- 2017年、韓国KOSDAQ市場に上場[6]。
- 2019年11月、CJ ENMと共にNetflixとMOUを締結し、3社共同でコンテンツを制作・供給していくことを発表[3]。

## 制作ドラマ
- また!?オ・ヘヨン 〜僕が愛した未来〜（2016年、tvN）
- ディア・マイ・フレンズ（朝鮮語版）（2016年、tvN）
- グッドワイフ〜彼女の決断〜 （2016年、tvN）
- 月光のイタズラ〜時空を超えた恋（中国語版）（2016年、中国湖南衛視）
- キャリアを引く女〜キャリーバッグいっぱいの恋〜（朝鮮語版）（2016年、MBC）
- 空港に行く道（朝鮮語版）（2016年、KBS2)
- 青い海の伝説（2016年-2017年、SBS）
- アントラージュ 〜スターの華麗なる人生〜（2016年、tvN）
- 愛の迷宮〜トンネル〜（朝鮮語版）（2017年、OCN）
- シカゴ・タイプライター〜時を超えてきみを想う〜（2017年、tvN）
- サークル: 繋がった二つの世界（朝鮮語版）（2017年、tvN）
- 黄金の私の人生（朝鮮語版）（2017年-2018年、KBS2）
- 素晴らしき、私の人生（朝鮮語版）（2017年-2018年、SBS）
- ドラマステージ＜tvN＞（朝鮮語版）（2017年-2018年、tvN）
- 花遊記（2017年-2018年、tvN）
- パンドラ 小さな神の子供たち（朝鮮語版）（2018年、OCN）
- ミスター・サンシャイン（2018年、tvN）
- マイ・ディア・ミスター〜私のおじさん〜（2018年、tvN）
- 空から降る一億の星（2018年、tvN）
- アスダル年代記（2019年、tvN）
- 恋愛ワードを入力してください〜Search WWW〜（2019年、tvN）
- 医師ヨハン（2019年、SBS）
- 僕を溶かしてくれ（2019年、tvN）
- 恋するアプリ Love Alarm（2019年、Netflix）
- 自白（2019年、tvN）[7]
- ファイティン♡ガール! 〜Miss Lee〜（朝鮮語版）（2019年、tvN）
- 走る調査官（2019年、OCN）[8]
- ブラックドッグ 〜新米教師コ・ハヌル〜（2019年-2020年、tvN）[9]
- 愛の不時着（2019年-2020年、tvN）
- ザ・プロファイラー〜見た通りに話せ〜（2020年、OCN）[10]
- 愛しのホロ（朝鮮語版）（2020年、Netflix）
- ハイバイ、ママ!（2020年、tvN）
- 一度行ってきました（2020年、KBS2）[11]
- ザ・キング:永遠の君主（2020年、SBS）
- メモリスト（2020年、tvN）[12]
- 花様年華〜君といた季節〜（2020年、tvN）[13]
- オー! マイベイビー（朝鮮語版）（2020年、tvN）[14]
- (知っていることはあまりないけれど) 家族です（朝鮮語版）（2020年、tvN）[15]
- 悪の花（2020年、tvN）[16]
- 青春の記録（2020年、tvN）[17]
- 九尾狐伝（朝鮮語版）（2020年、tvN）[18]
- Sweet Home -俺と世界の絶望-（2020年、Netflix）[19]
- ボイス4: 審判の時間（2021年、tvN）
- 悪魔判事（2021年、tvN）
- 海街チャチャチャ（2021年、tvN）
- 御史とジョイ（2021年、tvN）
- ハピネス（2021年、tvN）
- 二十五、二十一（2022年、tvN）
- 還魂（2022年、tvN）
- ビッグマウス（2022年、MBC）
- 刑事ロク 最後の心理戦（2022年、 Disney+）
- セレブリティ（2023年、Netflix）
- イ・ドゥナ!（2023年、Netflix）
- 涙の女王（2024年、tvN）[20]
- となりのMr.パーフェクト（2024年、tvN）
- 初恋DOGs（2025年、TBS）
- 私の夫と結婚して（2025年、PrimeVideo）

### 企画
- 元カレは天才詐欺師 〜38師機動隊〜（2016年、OCN）
- 戦おう、幽霊（朝鮮語版）（2016年、tvN）
- シンデレラと4人の騎士（2016年、tvN）
- THE K2〜キミだけを守りたい〜（2016年、tvN）
- トッケビ〜君がくれた愛しい日々〜（2016年-2017年、tvN）
- 内省的なボス（2017年、tvN）
- ボイス〜112の奇跡〜（2017年、OCN）
- 明日、キミと（2017年、tvN）
- カノジョは嘘を愛しすぎてる（2017年、tvN）
- 秘密の森〜深い闇の向こうに〜（2017年、tvN）
- デュエル〜愛しき者たち〜（2017年、OCN）
- ハベクの新婦（2017年、tvN）
- クリミナル・マインド:KOREA（2017年、tvN）
- 君を守りたい 〜SAVE ME〜（朝鮮語版）（2017年、OCN）
- 医心伝心〜脈あり!恋あり?〜（2017年、tvN）
- アルゴン〜隠された真実〜（朝鮮語版）（2017年、tvN）
- ピョン･ヒョクの恋（朝鮮語版）（2017年、tvN）
- この恋は初めてだから（2017年、tvN）
- ブラック 〜恋する死神〜（朝鮮語版）（2017年、OCN）
- 甘くない女たち〜付岩洞＜プアムドン＞の復讐者〜（朝鮮語版）（2017年、tvN）
- バッドガイズ〜悪い奴ら〜2（朝鮮語版）（2017年、OCN）
- 世界でもっとも美しい別れ（朝鮮語版）（2017年、tvN）
- 花遊記（2017年-2018年、tvN）
- マザー〜無償の愛〜（2018年、tvN）
- クロス (テレビドラマ)（朝鮮語版）（2018年、tvN）
- ライブ〜君こそが生きる理由〜（朝鮮語版）（2018年、tvN）
- マイ・ディア・ミスター〜私のおじさん〜（2018年、tvN）
- ミストレス〜愛に惑う女たち〜 （2018年、OCN）
- アバウトタイム〜止めたい時間〜（朝鮮語版）（2018年、tvN）
- 無法弁護士〜最高のパートナー（朝鮮語版）（2018年、tvN）
- キム秘書はいったい、なぜ?（2018年、tvN）
- ライフ・オン・マーズ（朝鮮語版）（2018年、OCN）
- 知ってるワイフ（2018年、tvN）
- ボイス2 〜112の奇跡〜（2018年、OCN）
- 100日の郎君様（2018年、tvN）
- プレーヤー〜華麗なる天才詐欺師〜（朝鮮語版）（2018年、OCN）
- 客 -ザ・ゲスト-（朝鮮語版）（2018年、OCN）
- 神のクイズ:リブート（朝鮮語版）（2018年-2019年、OCN）
- アルハンブラ宮殿の思い出（2018年-2019年、tvN）
- ロマンスは別冊付録（2019年、tvN）
- 真心が届く〜僕とスターのオフィス・ラブ!?〜（2019年、tvN）
- 彼はサイコメトラー（朝鮮語版）（2019年、tvN）
- 憑依 〜殺人鬼を追え〜（朝鮮語版）（2019年、OCN）
- アビス（2019年、tvN）[21]
- 君を守りたい2（朝鮮語版）（2019年、OCN）
- ボイス3 〜112の奇跡〜（2019年、OCN）
- ウォッチャー 不正捜査官たちの真実（2019年、OCN）
- ホテルデルーナ〜月明かりの恋人〜（2019年、tvN）
- ミスター期間制（朝鮮語版）（2019年、OCN）
- 君のハートを捕まえろ！〜Catch the Ghost〜（朝鮮語版）（2019年、tvN）10
- 走る調査官（朝鮮語版）（2019年、OCN）
- 彼女の私生活（2019年、tvN）
- 恋愛ワードを入力してください〜Search WWW〜（2019年、tvN）
- サバイバー: 60日間の大統領（2019年、tvN）
- 謗法〜運命を変える方法〜（2020年、tvN）[22]
- ルーガル（朝鮮語版）（2020年、OCN）[23]
- サイコだけど大丈夫（2020年、tvN）
- 秘密の森2（2020年、tvN）
- ミッシング:彼らがいた（2020年、OCN）[24]
- スタートアップ: 夢の扉（2020年、tvN）[25]
- 昼と夜（朝鮮語版）（2020年-2021年、tvN）
- 悪霊狩猟団: カウンターズ（2020年-2021年、OCN）
- 女神降臨（2020年-2021年、tvN）[26]
- 哲仁王后〜俺がクイーン!?（2020年-2021年、tvN）
- ヴィンチェンツォ（2021年、tvN）
- TIMES〜未来からのSOS〜（2021年、OCN）
- Mine（2021年、tvN）
- 九尾の狐とキケンな同居（2021年、tvN）
- ザ・ロード：1の悲劇（2021年、tvN）
- ハピネス（2021年、tvN）
- 二十五、二十一（2022年、tvN）
- 還魂（2022年、tvN）
- シークレット・ファミリー（2023年、tvN）
- 運の悪い日（2023年、TVING）

## 子会社
- 文化倉庫[3]
- ファ&ダムピクチャーズ[4]
- KPJ[5]